# Xiong Dunhan
Xiong Dunhan (em chinês:  熊 敦瀚; Yueyang, 11 de novembro de 1998) é uma jogadora de polo aquático chinesa.

## Carreira
Xiong fez parte da equipe da China que finalizou na sétima colocação nos Jogos Olímpicos de 2016, no Rio de Janeiro.